# Caducifer englerti
Caducifer englerti is een slakkensoort uit de familie van de Buccinidae. De wetenschappelijke naam van de soort is voor het eerst geldig gepubliceerd in 1960 door Hertlein.